# 弗雷德·泰勒
弗雷德·泰勒（英語：Fred Tyler，1954年3月15日—），美国男子游泳运动员。他曾代表美国参加1972年夏季奥林匹克运动会游泳比赛，获得男子4×200米自由泳接力金牌和男子200米自由泳第五名。